# البرنامج الصباحي
ذا مورنينج شو، أو البرنامج الصباحي (بالإنجليزية: The Morning Show)، المذاع في أستراليا وإندونيسيا تحت اسم مورنينج وارز (بالإنجليزية: Morning Wars)، وهو مسلسل دراما أمريكي من بطولة جينيفر أنيستون وريس ويذرسبون وستيف كاريل. بدأ عرض المسلسل في الأول من نوفمبر 2019 على منصة أبل تي في بلس. استوحي المسلسل من كتاب براين ستيلتير «صباح الخير: داخل العالم التنافسي للبرامج الصباحية». وعرض الموسم الثاني في 17 سبتمبر 2021.

## المبدأ
أليكس ليفي هي مذيعة «البرنامج الصباحي»، وهو برنامج صباحي مشهور يذاع من مانهاتن على شبكة يو بي أي، الممتلكة لنسب مشاهدات مرتفعة ويراها الكثيرون بأنها غيرت وجه التلفاز الأمريكي.
في الموسم الأول، وبعد طرد زميلها لخمسة عشر عامًا (ميتش كيسلر) وسط فضيحة سوء سلوك جنسي. تقاتل أليكس للحفاظ على منصب مذيعة الأخبار الرئيسية في الشبكة، وتشعل منافسة مع المذيعة الميدانية برادلي جاكسون، التي قادتها سلسلة من التصرفات المندفعة إلى عالم جديد من الصحافة التلفزيونية. في الموسم الثاني، تحاول برادلي إقناع أليكس بالعودة في أثناء ابتلاع جائحة كوفيد-19 لأمريكا تدريجيًا.

## طاقم التمثيل والشخصيات

### الشخصيات الرئيسية
- جينيفر أنيستون بدور أليكساندرا «أليكس» ليفي، مذيعة البرنامج الصباحي على شبكة يو بي أي.
- ريس ويذرسبون بدور برادلي جاكسون، مذيعة مساعدة للبرنامج الصباحي.
- بيلي كرودب بدور كوري إيليسون،[6] الرئيس التنفيذي لشبكة يو بي أي.
- مارك دوبلاس بدور شارلي «تشيب» بلاك،[7] المنتج التنفيذي للبرنامج الصباحي.
- جوجو مباثا راو بدور هانا شونفيلد،[6] وكيلة مواهب البرنامج الصباحي «الموسم الأول».
- نيستور كاربونيل بدور يانكو فلوريس،[7] عالم الأرصاد الجوية للبرنامج الصباحي.
- كارين بيتمان بدور ميا جوردان،[8] منتجة لدى البرنامج الصباحي.
- بيل باولي بدور كلير كونواي،[8] منتجة مساعدة لدى البرنامج الصباحي «الموسم الأول، ظهور بمثابة ضيف في الموسم الثاني».
- ديسان تيري بدور دانيل هيندرسون،[8] مذيع مساعد في نسخة نهاية الأسبوع من البرنامج الصباحي.
- جاك دافنبورت بدور جاسون كريغ، زوج أليكس السابق الموسم الأول.
- ستيف كارل بدور ميتش كيسلر، مذيع البرنامج الصباحي المفصول حديثًا «الموسم الأول والثاني».
- غريتا لي بدور ستيلا باك، رئيسة قسم الاخبار في شبكة يو بي أي الموسم الثاني.
- روري أوكونور بدور تاي فيتزجيرالد، خبيرة شبكات التواصل الاجتماعي في شبكة يو بي أي.
- جوليانا مارغوليس بدور لورا بيترسون، مذيعة إخبارية في شبكة يو بي أي «الموسم الثاني».

## الإنتاج

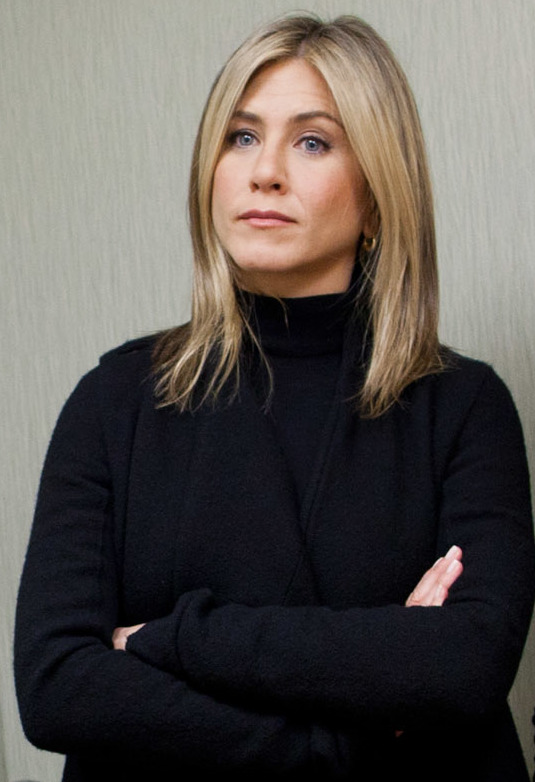
جنيفر أنيستون وكريستين هان خلال جولة في مركز إنوفا للعناية بالثدي في ألكسندريا، فيرجينيا، 3 أكتوبر 2011.

### التطوير
أعلن في الثامن من نوفمبر 2017 على إعطاء أبل الأمر لإنتاج موسمين من السلسلة متألفين من 10 حلقات لكل منهما. عينت كل من جينيفر أنيستون، وريس ويذرسون، وجاي كارسون، ومايكل إيلينبيرغ لإنتاج السلسلة. كان من المتوقع أن يعمل كارسون كاتبًا ومنتجًا تنفيذيًا للسلسلة. اختيرت شركات ميديا ريس، وإيكو فيلمز، وهيلو سانشاين لإنتاج السلسلة. في الرابع من أبريل 2018، أعلن عن ترك كارسون الإنتاج بسبب اختلافات فنية، واستعين بكيري إيرين لتولي مهام المنتج المنفذ. في الحادي عشر من يوليو 2018، تناقلت وسائل الاعلام خبر تعيين ميمي ليدر لإخراج وإنتاج السلسلة. وفي الثالث والعشرين من أكتوبر 2018، عينت كريستين هان، ولورين ليفي نويشتتر بوصفهما منتجتين تنفيذيتين إضافيتين للسلسلة.
كشفت جينيفر أنيستون في الثاني والعشرين من يونيو 2020، في أثناء مقابلة مع ليسا كودرو لصالح مجلة فاريتي، عن بدء تطوير البرنامج قبل انطلاق حركة أنا أيضًا، ولكن أعيدت كتابة المسلسل للتركيز عليها بنحو جزئي.
كلفت كل حلقة من السلسلة 15 مليون دولار، مع حصول كل من انيستون وويذرسبون على 2 مليون دولار لكل حلقة، وهذا لا يتضمن تكاليف الإنتاج وحقوق الملكية.

### اختيار طاقم التمثيل
إضافةً إلى موعد إطلاق السلسلة، تأكد خبر اختيار ويذرسبون وأنيستون لبطولة السلسلة. وأعلن في أكتوبر 2018 عن اختيار ستيف كارل، وجوجو مباثا راو، ونيستور كاربونيل، ومارك دوبلاس لأدوار في السلسلة. وفي السابع من نوفمبر 2018، أعلن عن انضمام بيل باولي، وكارين بيتمان، وديسان تيري لطاقم التمثيل.
في التاسع من أكتوبر 2020، انضمت جريتا لي، وروري أوكونر إلى الموسم الثاني بوصفهما شخصيات متكررة، وأعلن عن انضمام حسن منهاج في الثالث عشر من نوفمبر 2020 عضوًا جديدًا للطاقم، وأعلن عن انضمام جوليانا مارغوليس إلى الموسم الثاني في الثالث من ديسمبر 2020.

## روابط خارجية
- البرنامج الصباحي على موقع IMDb (الإنجليزية)
- البرنامج الصباحي على موقع ميتاكريتيك (الإنجليزية)
- البرنامج الصباحي على موقع روتن توميتوز (الإنجليزية)
- البرنامج الصباحي على موقع فيلمافينيتي (الإسبانية)
- البرنامج الصباحي على موقع كينوبويسك (الروسية)
- البرنامج الصباحي على موقع ألو سيني (الفرنسية)
- البرنامج الصباحي على موقع قاعدة بيانات الفيلم (الإنجليزية)